# Баранов, Борис Фёдорович
Борис Фёдорович Баранов (8 июня 1923 — 15 июля 1976) — советский шахматист, мастер спорта СССР (1953). Шахматный журналист. Судья всесоюзной категории.

## Биография
Выступал в Москве за «Буревестник». В чемпионате Москвы 1953 года разделил 4—5 места, в чемпионате ЦС ДСО «Искра» 1954 года — 1—2 места. В составе ДСО «Искра» участник 2-го командного кубка СССР (1954, 6-е место).
В составе сборной Москвы бронзовый призёр 3-го первенства СССР между командами союзных республик (1953) в г. Ленинграде (с бронзовой медалью в индивидуальном зачёте на 5-й доске).
В качестве арбитра (в том числе главного) работал на нескольких чемпионатах СССР. Был председателем Всесоюзной коллегии судей, членом президиума Шахматной федерации СССР.
Член Союза журналистов СССР. Редактор шахматного отдела газеты «Советская Россия». Автор многих статей по разным вопросам шахмат.

Много лет вел тренерскую работу. Наиболее известный воспитанник — чемпион мира среди незрячих шахматистов Н. С. Руденский.
«Часами мог Борис анализировать заинтересовавшую его позицию... Такой анализ, поиск скрытых возможностей доставлял ему настоящую творческую радость. Борис всегда стремился найти в шахматах истину. Отличные аналитические способности — вот, пожалуй, главное, что характеризовало Баранова как шахматиста».

## Книги
- Штурм королевской крепости. — М.: Физкультура и спорт, 1981 (2-е изд., испр. и доп.). — 64 с.